# NAOTO (LYRICAL THANKS)
NAOTO（本名：池田 直人、1984年3月25日 - ）は、日本の男性ダンサー、アーティスト、振付師、タレント（個人事務所株式会社Fashion KILLA Creative所属）である。身長171cm・体重66kg 。
田原俊彦専属ダンサー・「Red Ribbon」のリーダーとして田原俊彦のLIVE、TV、Tourまで10年以上に渡りサポート、数々の振付をしている。2020年、結成15年目を迎えたダンスチーム『LYRICAL THANKS』リリカルサンクスのリーダー。又、ブランド『Fashion KILLA Apparel』のクリエイティブ・ディレクターでもある。NAOTO OFFICIAL SITE』では公式のファンクラブが存在し、FAN達の名前は『Killers』キラーズと呼ばれており、現在もブログの更新を続けている。2021年2月より自身のYoutube番組『NAOTO社長のキラキラTV』を週に2回更新している。

## 略歴
長野県上田市出身。上田西高等学校卒業。中学生の頃TVをキッカケに見よう見真似で踊り始め、最初はブレイクダンスをやっていたらしい。その後、高校生になってからは本格的にダンサーを目指す。周囲にはダンスをしてる人がほとんど居なかった為、目立って居たと周りは言う。上田西高等学校卒業後　東京に上京後ダンスチーム『LYRICAL THANKS』として渋谷のナイトクラブをメインにステージに上がる。同時に当時田原俊彦バックダンサーをしていた木野 正人がステージを降りる為、木野 正人の代わりに入る一大ダンサーオーディションに見事1人合格。23歳より、ダンサーそして振付師としても活動し、ステージ全体の演出もするようになる。その後、2019年（令和元年）11月11日に個人事務所『株式会社Fashion KILLA Creative』を設立。

## 人物
- 両親が離婚後、母親と離れて暮らしていたのもあったせいか、今も母（節子）の事が大好きであり、常に節子への愛を語っている。
- 実の父親は高校時代に病気で他界。母親の再婚相手（池田春仁）の養子として引き取られるも、自ら血の繋がり以上の家族と育ての親（池田春仁）に大きな感謝をしている。
- 趣味でDJもこなす、DJ名はDJ Trouble BOY。
- 何でも挑戦がモットーな性格な為、とりあえずやりたい事には何でも挑戦するが、その反面飽き性でもある。
- 辛いものが苦手で、とにかくBBQが大好きらしい。
- 数々のTV番組に出てきた彼は個人で唯一呼ばれた『探偵!ナイトスクープ』の出演以降色々考え方が変わって行ったと周囲には話してる。
- 21歳の頃にナイトクラブで声をかけられ雑誌『WOOFIN'』等のモデルをしつつ、プロダンスインストラクターとして今も現在も都内の大型ダンススタジオ『NOA DANCE　ACADEMY』等でクラスを受け持っている。
- プライベートでは『DA PUMP』のラップ担当のKIMI、『RADIO FISH』のShow-heyと仲が良い。
- 田原俊彦のLIVEではNAOTO自身がマイクを持ち、NAOTOタイムが必ずあると言う。

## 田原楽曲振付
2010年
- シンデレラ
- Rainy X'mas Day

2011年
- さよならloneliness
- BLUE(feat.LUV)
- It's BAD (2011 New Recording)

2012年
- Mr. BIG

2013年
- アルバム『I AM ME!』収録曲
- S.E.X
- 星のない街〜Tokyo〜 feat.LITTLE & MASSATTACK
- TRUST IN ME
- Rainy X'mas day Juliet Mix

2014年
- LOVE&DREAM feat.SKY-HI

2015年
- BACK TO THE 90's
- 素敵な恋をしよう！

2016年
- ときめきに嘘をつく
- そのとき愛がわかるんだ

2017年
- Dear迷える獅子達

2018年
- Escort to my world
- 海賊
- ラブシュプール

2019年
- めいっぱい純愛
- Kissしちゃおう
- ブギ浮ぎI LOVE YOU

2020年
- 愛は愛で愛だ
- スターダストに夜は更けて

2021年
- HA HA HAPPY
- ペンギンランドのお嬢さんへ

2022年
- 美しい人よ
- Coolなままシェイク